# والونی
والونی (فرانسوی: Wallonie‎, آلمانی: Wallonie(n)، هلندی: ) ناحیه جنوبی بلژیک است که اکثر مردم آن به زبان فرانسوی سخن می‌گویند. مساحت این منطقه ۵۵٪ کل مساحت بلژیک و جمعیت این منطقه ۳۳٪ از جمعیت کل بلژیک است. گروه فرانسوی بلژیک عهده‌دار اداره این ناحیه بلژیک است.
پایتخت والونیا نمور و بزرگترین شهر آن لیئژ است اگرچه پرجمعیت‌ترین شهر والونیا شرلروآ است.
مرزهای والونیا در شمال، فلاندرز و هلند، از جنوب و غرب فرانسه و آلمان و لوکزامبورگ در شرق هستند.

## نگارخانه

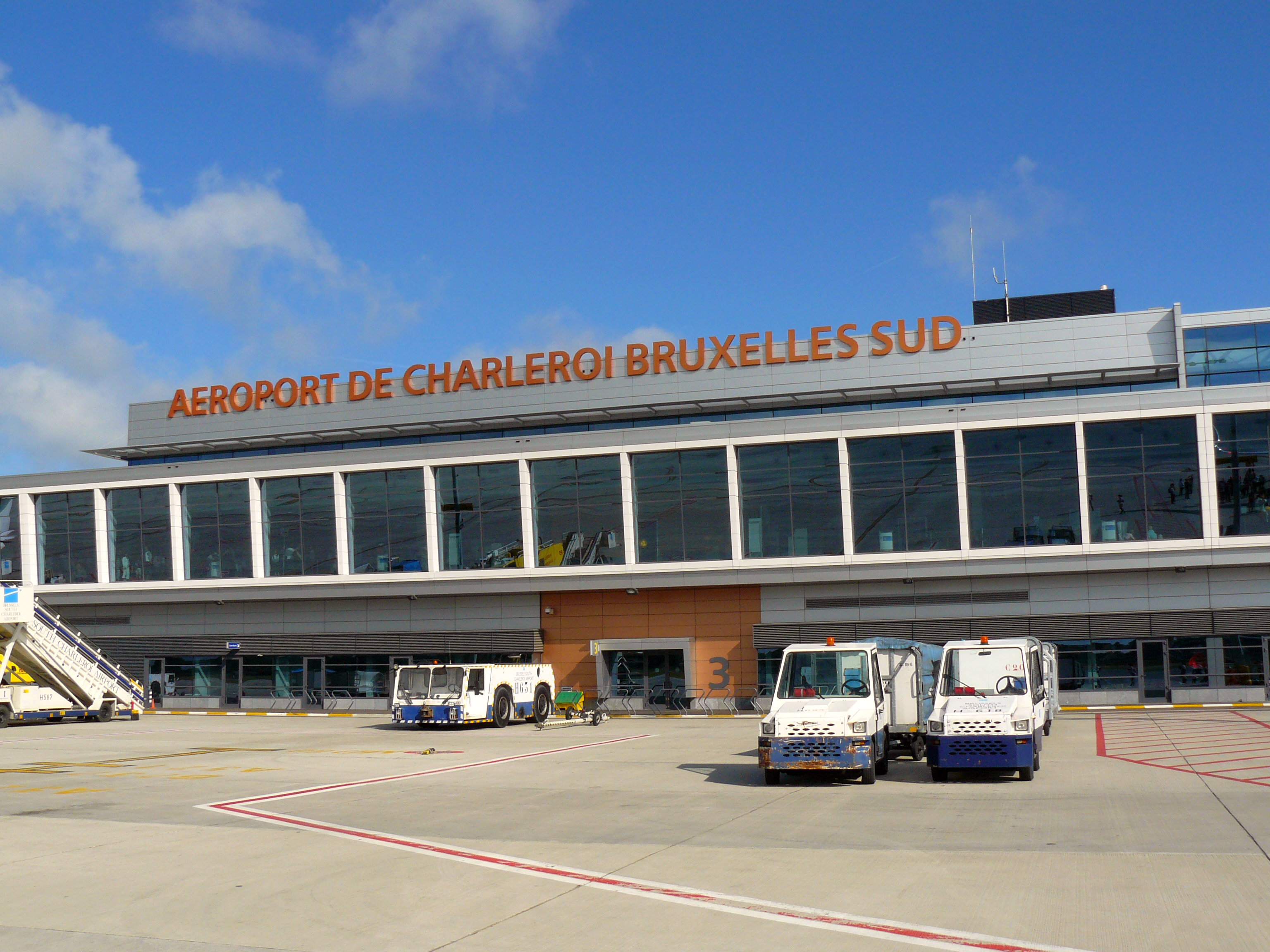
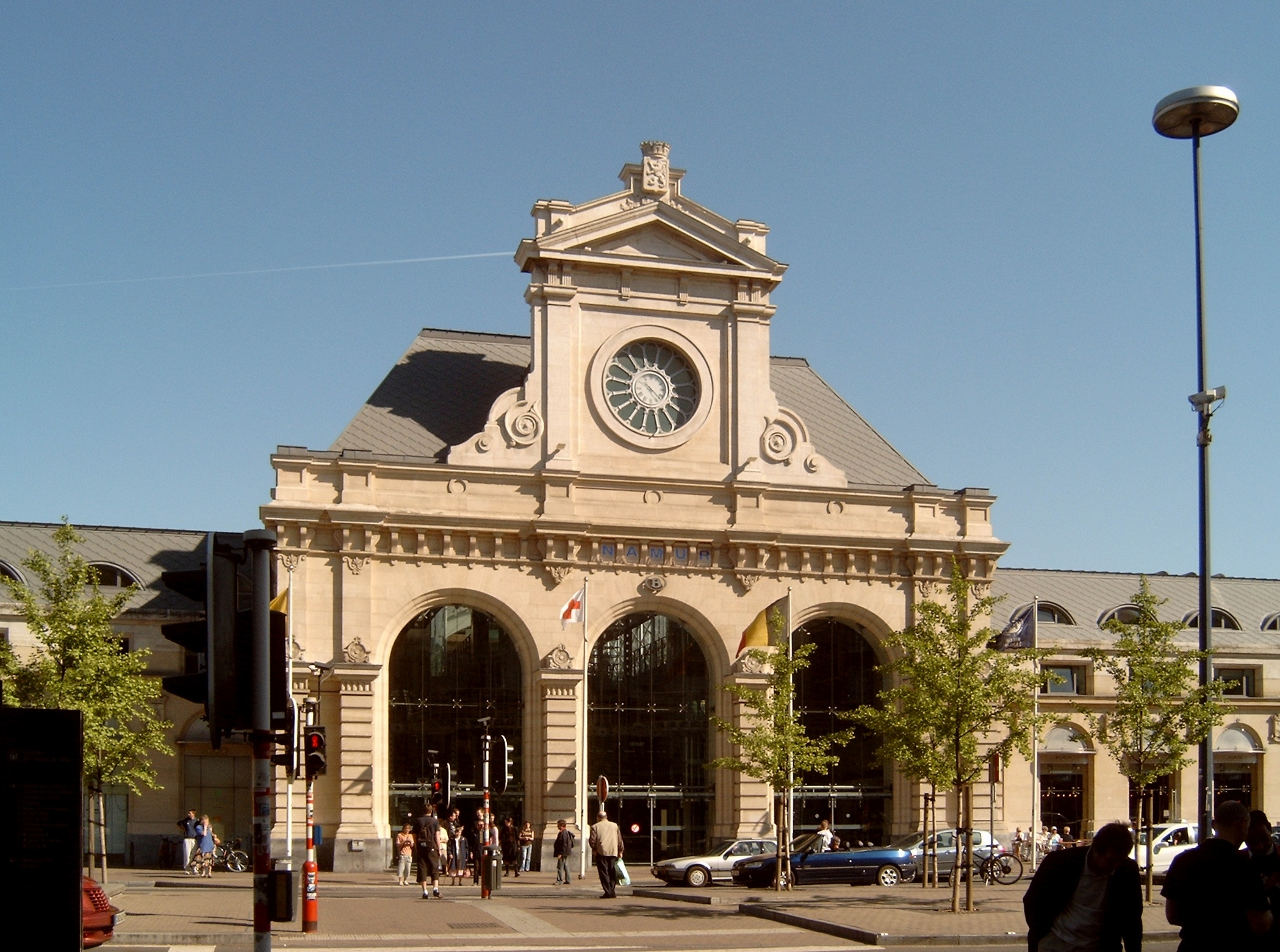
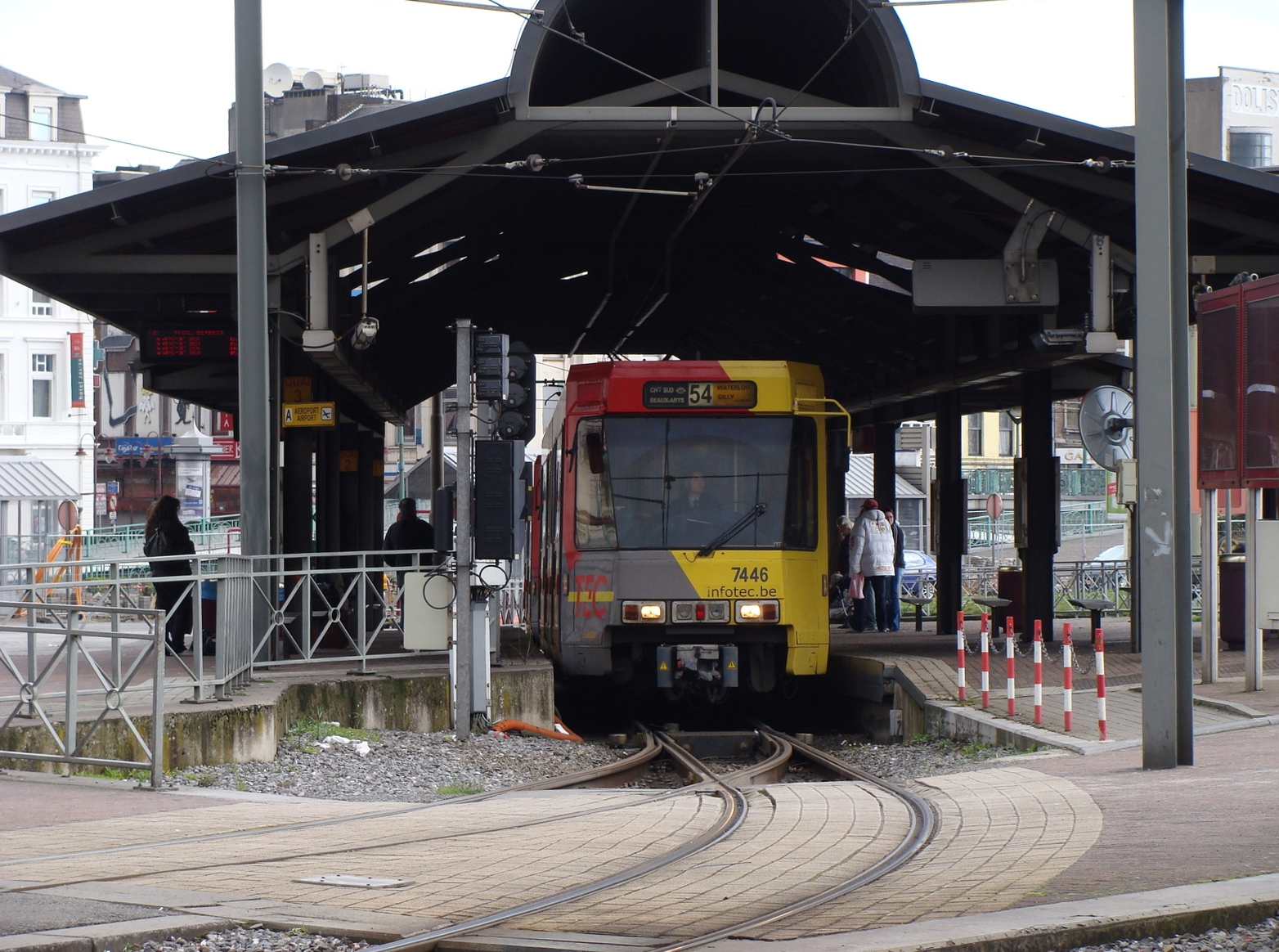
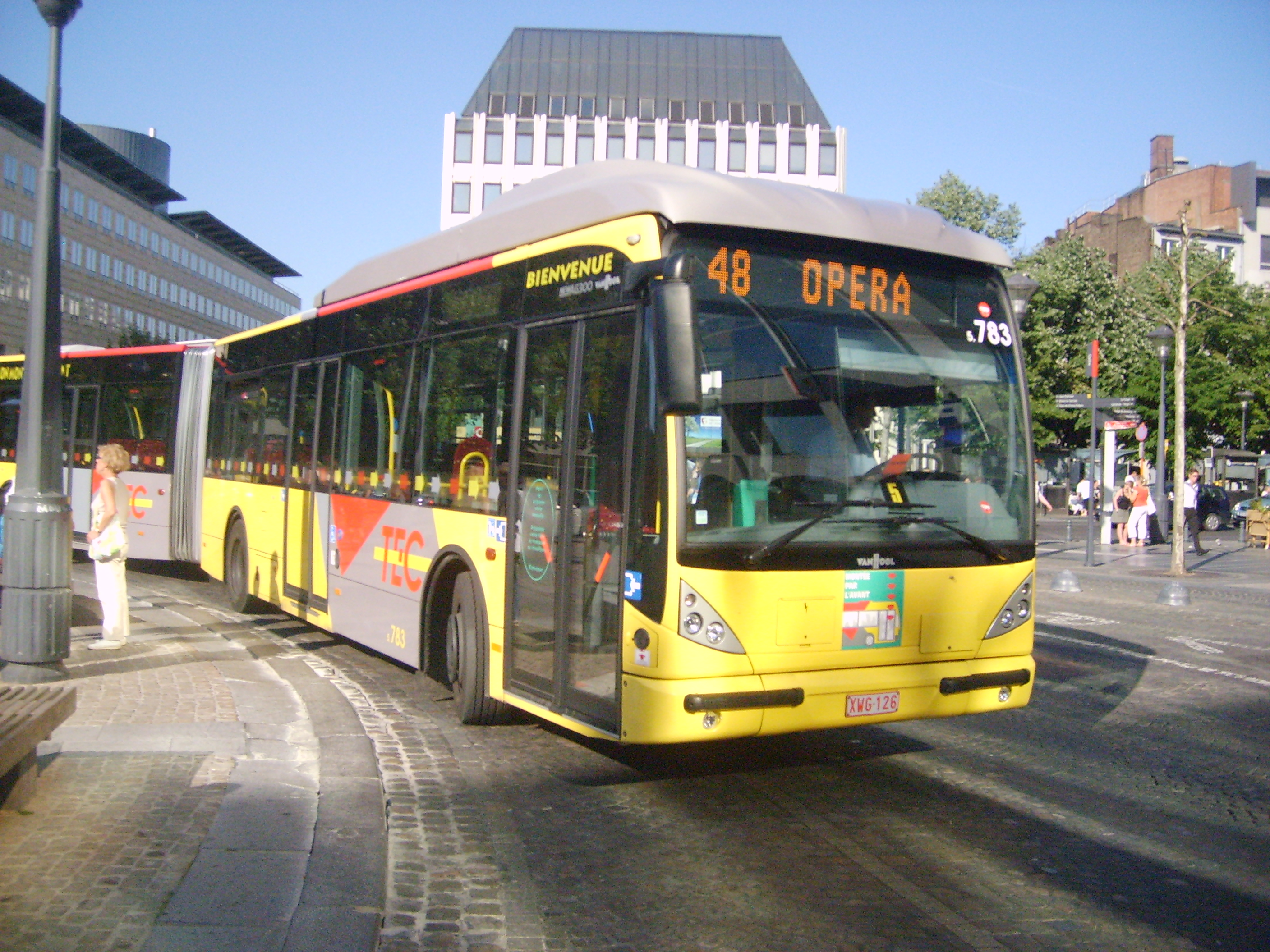